# فرودگاه شهری کات بانک
فرودگاه شهری کات بانک (به انگلیسی: Cut Bank Municipal Airport) یک فرودگاه همگانی بهره‌برداری هوایی با کد یاتا CTB است که یک باند فرود آسفالت دارد و طول باند آن ۱۶۱۵ متر است. این فرودگاه در شهر کاتبنک، مونتانا کشور کانادا قرار دارد و در ارتفاع ۱۱۷۵ متری از سطح دریا واقع شده‌است.